# Jean de Cambrai
Jean de Cambrai foi um escultor da França ativo no século XIV. Foi um dos principais artistas da corte de João, Duque de Berry. Foi aluno e rival de André Beauneveu, e autor de várias obras em Dijon, além da estátua do duque na Catedral de Bourges.